# Beania vanhoeffeni
Beania vanhoeffeni är en mossdjursart som beskrevs av Arnold Girard Kluge 1914. Beania vanhoeffeni ingår i släktet Beania och familjen Beaniidae. Inga underarter finns listade i Catalogue of Life.